# Ernő Fodor
Ernő Fodor (n. 1 iunie 1906, Lemberg, Regatul Galiției și Lodomeriei, Austro-Ungaria – d. 5 aprilie 1977, Cluj-Napoca, România) a fost un traducător maghiar din România. A tradus, între altele, scrieri ale lui Valeriu Bologa, Ion Agârbiceanu și Egon Erwin Kisch.
1. 1 2  Podor Ernő, accesat în 9 octombrie 2017